# Schlegelmühle (Helmbrechts)
Schlegelmühle (früher auch Wach(h)oldermühle genannt) ist ein Gemeindeteil der Stadt Helmbrechts im Landkreis Hof (Oberfranken, Bayern), der mittlerweile wüst gefallen ist. Schlegelmühle lag in der Gemarkung Kleinschwarzenbach.

## Geografie
Die ehemalige Einöde lag im Tal des Lehstenbaches. Im Süden des Ortes erstreckt sich mit dem Lehstenberg ein höckerartiger Hügelzug, dessen 633 m ü. NHN hoher Nordostgipfel etwa einen halben Kilometer südöstlich liegt. Eine Gemeindeverbindungsstraße führte nach Baiergrün zur Kreisstraße HO 26 (0,9 km nordwestlich) bzw. nach Kleinschwarzenbach zur Staatsstraße 2194 (1,4 km südlich).

## Geschichte
Als Gründer der Mühle gilt ein Mann namens Schlegel, wovon das Bestimmungswort des Ortsnamens herrührt. Die Einöde wurde bisweilen auch als „Wacholdermühle“ bezeichnet, weil neben Pfefferkörnern und Farbhölzern früher dort auch Wacholderbeeren gemahlen wurden. Das einst verwendete Mühlrad wurde mittlerweile ausgetauscht und der Mühlbetrieb wird nunmehr durch Turbinen aufrechterhalten.
Schlegelmühle gehörte zur Realgemeinde Kleinschwarzenbach. Gegen Ende des 18. Jahrhunderts bestand Schlegelmühle aus zwei Anwesen (1 Mühle, 1 halbes Höflein). Die Hochgerichtsbarkeit stand dem bayreuthischen Stadtvogteiamt Helmbrechts zu. Das Kastenamt Helmbrechts war Grundherr der beiden Anwesen.
Von 1797 bis 1810 unterstand Schlegelmühle dem Justiz- und Kammeramt Münchberg. Infolge des Ersten Gemeindeedikts wurde Schlegelmühle dem 1812 gebildeten Steuerdistrikt Helmbrechts und der zugleich entstandenen Munizipalgemeinde Helmbrechts zugewiesen. Mit der Bildung der Ruralgemeinde Kleinschwarzenbach wurde sie Teil dieser Gemeinde. Im Zuge der Gebietsreform in Bayern wurde Schlegelmühle am 1. Juli 1972 nach Helmbrechts eingemeindet.

### Einwohnerentwicklung
| Jahr      | 1812  | 1819  | 1861   | 1871   | 1885   | 1900   | 1925   | 1950   | 1961   | 1970   | 1987   |
| Einwohner | *     | *     | 15     | 12     | 7      | 10     | 6      | 9      | 3      | 6      | 5      |
| Häuser    | *     |       |        |        | 1      | 2      | 1      | 2      | 1      |        | 1      |
| Quelle    | [ 6 ] | [ 9 ] | [ 10 ] | [ 11 ] | [ 12 ] | [ 13 ] | [ 14 ] | [ 15 ] | [ 16 ] | [ 17 ] | [ 18 ] |

## Religion
Schlegelmühle war evangelisch-lutherisch geprägt und nach St. Johannes der Täufer (Helmbrechts) gepfarrt.